# Calañas
Calañas település Spanyolországban, Huelva tartományban. Calañas Alosno, Villanueva de las Cruces, El Cerro de Andévalo, Zalamea la Real, Valverde del Camino, Beas, Trigueros és La Zarza-Perrunal községekkel határos. Lakosainak száma 2759 fő (2024).

## Népesség
A település népessége az utóbbi években az alábbiak szerint változott:
| Lakosok száma | 4646 | 4534 | 4400 | 4285 | 4187 | 4167 | 4225 | 2791 | 2763 | 2759 |
|               | 2001 | 2004 | 2006 | 2009 | 2011 | 2014 | 2016 | 2019 | 2021 | 2024 |